# Lanassa
Lanassa est une reine de l'antiquité grecque.
N'acceptant pas le goût pour la polygamie de son mari Pyrrhos Ier d'Épire, Lanassa le quitte et propose à Démétrios Ier Poliorcète de l'épouser.

## Biographie
Lanassa est la fille du tyran Agathocle de Syracuse. Elle devient d'abord l'épouse du roi Pyrrhus Ier d'Épire à qui elle donne un fils Alexandre. Furieuse de voir que son époux lui préfère néanmoins des femmes barbares, elle offre à Démétrios Ier de Macédoine de l'épouser vers -291/290 et elle lui fait don de Corcyre. Leur arrivée à Athènes est fêtée par la population de la cité. Lanassa n'apparaît plus ensuite dans les sources.

## Musique
Lanassa, opéra de Christian Kalkbrenner, livret de Karl Martin Plümicke et de Antoine-Marin Le Mierre 1794.

## Littérature
Lanassa est mentionnée dans un sonnet des Chimères de Gérard de Nerval.

## Source
- Sylvie Le Bohec. « Les reines de Macédoine de la mort d'Alexandre à celle de Persée ». Dans: Cahiers du Centre Gustave Glotz, 4, 1993. p. 229-245.